# Anne Montgomery (Aktivistin)

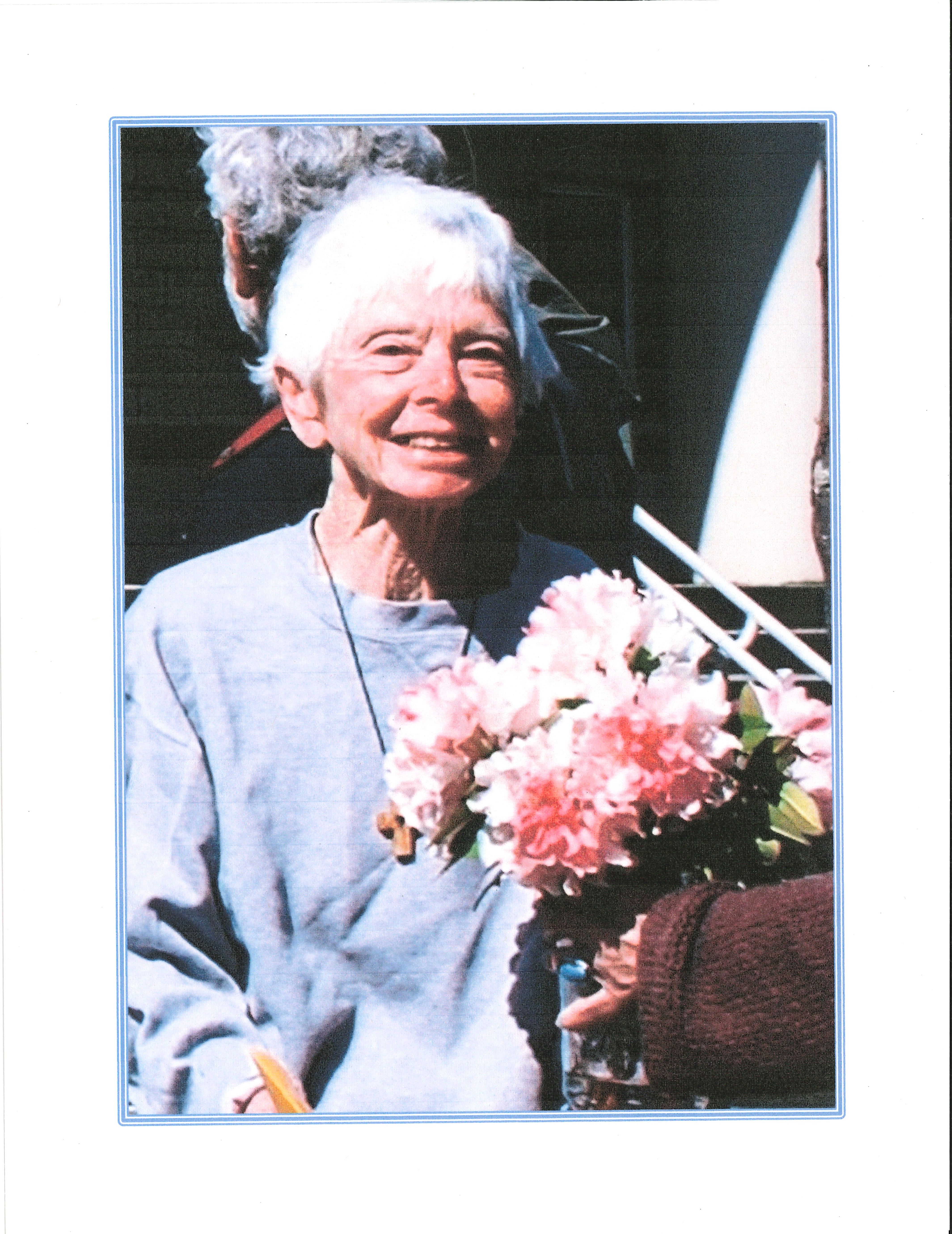
Anne Montgomery RSCJ.

Sister Anne Montgomery RSCJ (* 20. November 1926, San Diego, Kalifornien; † 27. August 2012, Oakwood in Sacred Heart, Atherton, Kalifornien) war eine US-amerikanische gewaltfreie Aktivistin, Pädagogin, Ordensschwester und Dichterin und Mitglied der Pflugscharbewegung (Plowshares movement). Neben ihrer Lehrtätigkeit arbeitete sie mit armen Menschen und arbeitete im Zug des Catholic Worker Movement für Frieden. Sie war ein Mitglied der ursprünglichen Plowshares Eight in den ersten Antikriegs-Aktionen 1980. Das Anne Montgomery House in Washington, D.C., welches der Society of the Sacred Heart gehört, ist nach ihr benannt.

## Leben

### Jugend
Anne Montgomery wurde am 20. November 1926 in San Diego, Kalifornien, geboren. Sie war die Tochter von Alice Claire Montgomery und Alfred Eugene Montgomery. Sie hatte einen älteren Bruder, der beim Militär ums Leben kam, als sie im Noviziat bei der Society of the Sacred Heart war. Ihr Vater Alfred Montgomery war ein Navy-Offizier der zum Rang eines Vizeadmiral aufstieg. Er führte eine der größten Schlachten im Pazifikkrieg gegen japanische Kriegsschiffe. Die Familie zog in ihrer Jugend oft um. Sie besuchte die Eden Hall Academy der Sacred Heart Society in Torresdale, Pennsylvania und das Manhattanville College, wo sie mit einem Bachelor und einem Master graduierte. Später erwarb sie einen zweiten Master an der Columbia University.

### Society of the Sacred Heart
1948, als Montgomery 22 Jahre alt war, trat sie Society of the Sacred Heart (RSCJ) in Albany bei. Sie legte ihre ersten Gelübde 1951 ab und ihre letzten 1956 in Rom. Während ihres Noviziates erhielt sie die Nachricht vom Tod ihres Bruders bei einer Trainingseinheit für Jet Fighter.
Sie lehrte am Convent of the Sacred Heart in New York City von 1959 bis 1969 und an der Street Academy of Albany 1970. 1975 begann sie Kinder mit Lernschwierigkeiten zu unterrichten. In den späten 1970ern kehrte sie nach New York City zurück, wo sie mit Highschool-Abbrechern in East Harlem arbeitete.
In den späten 1970ern schloss sich Montgomery auch dem Catholic Worker House in New York an, einer Institution des Catholic Worker Movement. Sie war auch Teil der Little Sisters of the Assumption in East Harlem. Sie wurde Friedensaktivistin und war entschlossen mit Methoden des gewaltfreien Widerstands Kernwaffen zu entwaffnen.

„Ziviler Ungehorsam ist traditionell der Bruch eines Zivilgesetzes, um einem höheren Gesetz zu gehorchen, manchmal in der Hoffnung, das ungerechte Zivilgesetz zu ändern... Wir sollten solche Handlungen jedoch eher als göttlichen Gehorsam denn als zivilen Ungehorsam bezeichnen. Der Begriff „Ungehorsam“ ist unangebracht, denn jedes Gesetz, das menschliches Leben nicht schützt und fördert, ist kein wirkliches Gesetz.“

### Plowshares Movement
1980 schloss sich Montgomery den Plowshares Eight an, einer Anti-Atomwaffen und christlichen pazifistischen Bewegung, die von Philip Berrigan, Liz McAlister, Daniel Berrigan und anderen mitbegründet wurde. Zu der Bewegung gehörten Aktivisten wie Susan Crane, die oft zur Abschaffung (abolition) von Atomwaffen aufriefen. Einige Mitglieder der Bewegung beschädigten Atomwaffen und Militärausrüstung um die Militärbasen direkt zu entwaffnen. Montgomery gehörte zu den ersten, die aufgrund dieser Aktionen inhaftiert wurden. Sie beteiligte sich an mehreren Aktionen des Plowshares Movement, auch noch 2009, im Alter von 83 Jahren. Sie war die bekannteste Vertreterin die darauf bestand, dass ihre Aktionen nicht als bürgerlicher Ungehorsam, sondern als göttlicher Gehorsam bezeichnet werden solle.
1987 war Montgomery Mitherausgeberin eines Buches mit Art Laffin: Swords into Plowshares: Nonviolent Direct Action for Disarmament. Ein Bericht des Plowshares Movement und der gewaltfreien Aktionen zu Abrüstung, Frieden und sozialer Gerechtigkeit. 2024 gab sie ein Buch mit Gedichten heraus, welche sie in Militärzonen und im Gefängnis verfasst hatte.

### Weiterer Friedensaktivismus

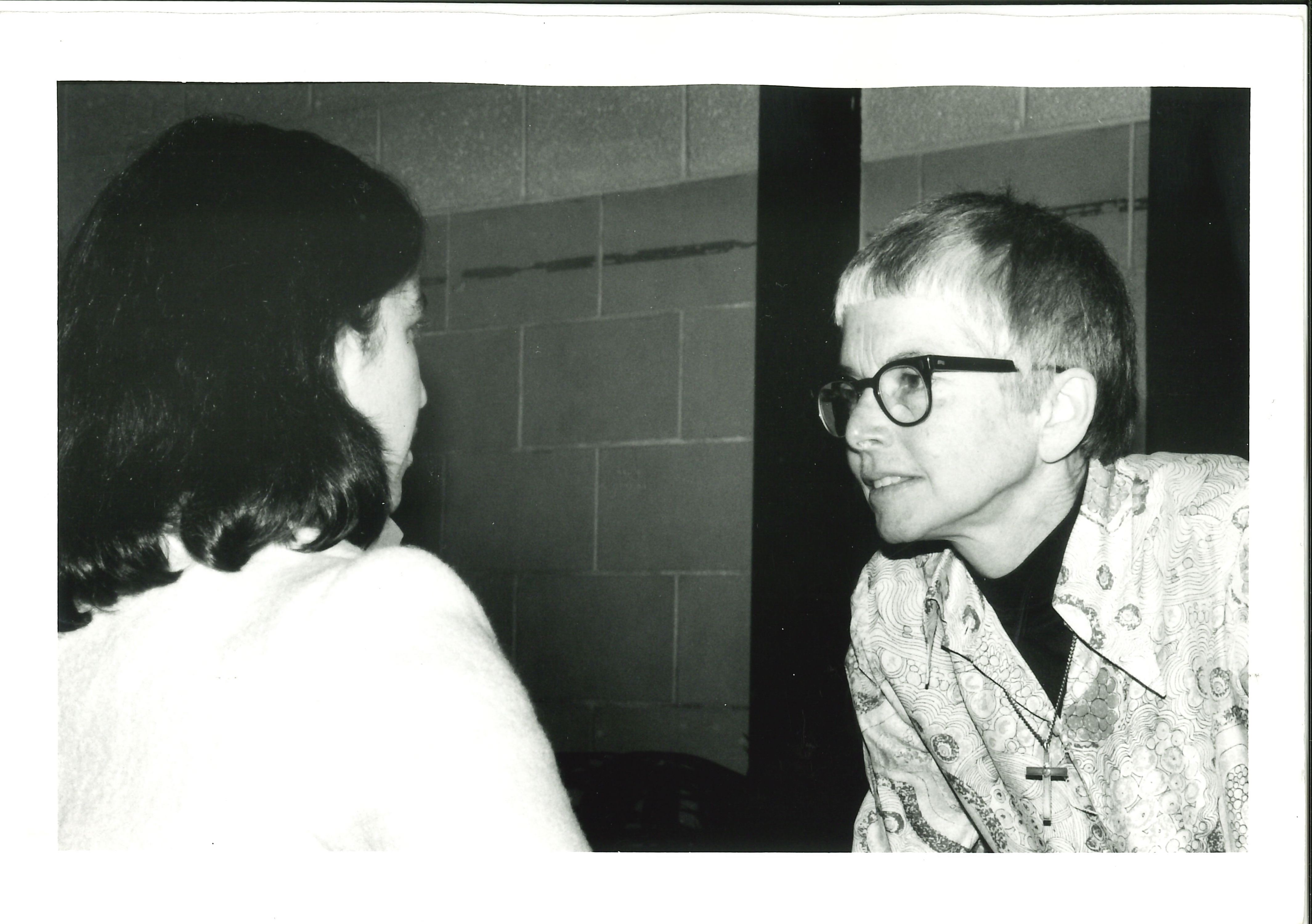
Anne Montgomery 1983 mit einer Studentin in New York city.

In den späten 1970er Jahren wurde Montgomery Mitglied von Pax Christi, einer nationalen katholischen Friedensbewegung. In den 1990er Jahren reiste sie mit Community Peacemaker Teams (CPT, damals bekannt als Christian Peacemaker Teams) in Konfliktgebiete im Irak, im Westjordanland, in Hebron und auf dem Balkan. Im Januar 1991 protestierte sie gegen die US-Bombardierung des Irak. Sie unterstützte das Gulf Peace Team Camp an der irakisch-saudischen Grenze, das vor und während der Anfangsphase des Krieges gewaltfreie Präsenz zeigte. Im Jahr 2000 fastete sie einen Monat lang, um ihre Missbilligung der US-Unterstützung für die UN-Sanktionen gegen den Irak zu zeigen. 2005 nahm sie an einem 70-Meilen-Marsch und einem viertägigen Fasten und einer Mahnwache mit der Organisation Witness Against Torture teil, die sich für die Schließung des Marinestützpunkts Guantánamo einsetzte.

## Späteres Leben und Tod
2012 wurde Montgomery der Courage of Conscience Award der Peace Abbey in Sherborn, Massachusetts, verliehen, knapp eine Woche vor ihrem Tod. Sie starb am 27. August 2012 im Alter von 85 Jahren in Oakwood in Sacred Heart, Atherton, Kalifornien.

## Dichtung
Ein Buch ihrer Gedichte, ARISE AND WITNESS: Poems by Anne Montgomery, RSCJ, About Faith, Prison, War Zones and Nonviolent Resistance wurde erst im September 2024 von ihrem früheren Mitherausgeber, Arthur Laffin, zusammen mit Carole Sargent herausgegeben. Der Herausgeber der Poesie-Serie von Scarith Press ist, Grace Cavalieri, eine Poet Laureate emerita von Maryland und Sprecherin der Serie „The Poet and the Poem“ der Library of Congress. Cavalieri schreibt: „Diese posthume Gedichtsammlung der Aktivistin Anne Montgomery erhellt das Herz einer Frau, die jeden Augenblick dafür hergab, Hässlichkeit zu verhindern und Gottes Werk zu tun“ („This posthumous collection of poems by activist Anne Montgomery illuminates the heart of a woman who gave her every moment in service to impede ugliness, and to do God’s work“). Jedes lebende Mitglied der ursprünglichen Plowshares 8 und einige Mitglieder der Kings Bay Plowshares 7 haben dazu beigetragen, darunter (alphabetisch) Jackie Allen-Douçot, Frida Berrigan, Jim Douglass und Shelley Douglass, Clare Grady, Dean Hammer, Kathy Kelly und Steve Kelly SJ.